# Don Daglow
Don Daglow (San Francisco, 1953) è un autore di videogiochi statunitense.
Noto per aver creato una serie di pionieristici giochi di simulazione e di ruolo, come anche per il primo videogioco di baseball per computer e il primo MMORPG grafico, il tutto tra il 1971 e il 1995. Ha fondato gli Stormfront Studios nel 1988, con i quali ha creato il celebre MMORG Neverwinter Nights. Fino al 2006, più di 10 milioni di giochi Stormfront sono stati venduti.

## Titoli realizzati

### Anni Settanta: mainframe universitari
- Baseball (1971) — prima simulazione dell'omonimo sport; Daglow ha continuato ad aggiornare il programma per tutti gli anni Settanta, e nel 1981 ne ha realizzato una versione per Apple II, aggiungendo la grafica l'anno seguente. Il modello simulativo del gioco è stata la base di Intellivision World Series Baseball per Intellivision.

- Star Trek (1972) — uno dei due primi videogiochi ispirati all'universo di Star Trek.
- Ecala (1973) — versione migliorata del programma di conversazione ELIZA.
- Dungeon (1975) — uno dei primi videogiochi di ruolo, basato sulle regole di Dungeons & Dragons.
- Spanish Translator (1977) — software di traduzione inglese-spagnolo.
- Killer Shrews (1978) — simulazione basata sul cult-movie di fantascienza The Killer Shrews.
- Educational Dungeon (1979) — uno dei primi tentativi di creare un software per l'e-learning.

### Anni Ottanta: Intellivision e Electronic Arts
Nel 1980, Daglow è stato assunto alla Mattel come programmatore di titoli per Intellivision.
- Geography Challenge (1981) — titolo educativo che utilizzava la tastiera dell'Intelivision.
- Utopia (1982) — il primo god game della storia.
- Intellivision World Series Baseball (1983) — una delle prime simulazioni sportive dotate di inquadrature differenti del campo di gioco.

Dopo l'assunzione di altri programmatori da parte di Mattel, Daglow venne promosso a responsabile dello sviluppo di videogiochi. Partecipò anche al progetto dell'Entertainment Computer System.
- Tron: Deadly Discs (programmato da Steve Sents)
- Shark! Shark! (programmato da Ji-Wen Tsao)
- Buzz Bombers (programmato da Michael Breen)
- Pinball (programmato da Minh-Chau Tran).

In seguito alla crisi dei videogiochi del 1983, Daglow venne chiamato alla Electronic Arts dal suo fondatore Trip Hawkins, per raggiungere il team di produttori formato da Joe Ybarra e Stewart Bonn.
- Realm of Impossibility (1984)
- Adventure Construction Set (1985)
- Racing Destruction Set (1985)
- Mail Order Monsters (1985)
- Thomas M. Disch's Amnesia (1986)
- Lords of Conquest (1986)
- World Tour Golf (1986)
- Super Boulder Dash (1986)
- Ultimate Wizard (1986)
- Earl Weaver Baseball (1987)
- Patton Versus Rommel (1987)
- Return to Atlantis (1987)

Durante la fine degli anni Ottanta, Daglow lavorò per la Brøderbund, dove supervisionò la creazione dell'originale Prince of Persia, della conversione DOS dell'arcade Star Wars, e delle serie Ancient Art of War e Where in the World Is Carmen Sandiego?. Sarà inoltre il fautore dell'accordo con la Maxis per la distribuzione di SimCity e dell'acquisto della licenza di Guerre stellari.

### Anni Novanta e 2000: Stormfront Studios
Nel 1988 Daglow fondò una nuova compagnia, chiamata Stormfront Studios e con sede a San Rafael, in California.
Tra il 1988 e il 1995, Daglow ha ideato (o co-ideato) diversi titoli:
- Tony La Russa's Ultimate Baseball (1991) — insieme a Mark Buchignani, David Bunnett e Hudson Piehl, primo della serie di Tony La Russa Baseball (1991–1997)
- Quantum Space (1989–1991) — primo titolo commerciale dotato della modalità Play by Mail.
- Gateway to the Savage Frontier (1991) — videogioco di ruolo realizzato per la serie Gold Box della SSI, dotato di licenza ufficiale Dungeons and Dragons.
- Rebel Space (1992–1993) — realizzato insieme a Mark Buchignani, David Bunnett e Hudson Piehl.
- Treasures of the Savage Frontier (1992) — altro RPG della serie Gold Box per SSI; si tratta del primo titolo dove un personaggio non giocante può innamorarsi del giocatore.
- Neverwinter Nights (1991–1997) — il primo MMORPG dotato di interfaccia grafica.
- Stronghold (1993) — il primo strategico in tempo reale tridimensionale.
- Old Time Baseball (1995) — simulazione di baseball che copre 100 anni di storia di questo sport.

Nel 1995 Daglow ha abbandonato il suo ruolo di designer per diventarne amministratore delegato.